# Rasmus Sjöstedt
Rasmus Sjöstedt (28 februari 1992) is een Zweeds voetballer. De verdediger komt uit voor Kalmar FF. 

## Carrière
Rasmus Sjöstedt werd in 2008 op 15-jarige leeftijd opgenomen in de jeugdopleiding van Kalmar FF. Na drie seizoenen werd hij overgeheveld naar het eerste elftal. Op 21 april 2012 maakte hij zijn debuut in de wedstrijd tegen Gefle IF. Sjöstedt werd vervolgens door Kalmar verhuurd aan Falkenbergs FF, waarna hij de definitieve overstap maakte naar die club.
Na omzwervingen in Cyprus, Israël en Griekenland maakte Kalmar FF op 16 oktober 2020 bekend dat Sjöstedt terugkeerde bij de club. Hij tekende een contract voor meerdere jaren.